# Espace réflexif
Ne doit pas être confondu avec Algèbre d'opérateurs réflexive (en)
En analyse fonctionnelle, un espace vectoriel normé est dit réflexif si l'injection naturelle dans son bidual topologique est surjective. Les espaces réflexifs possèdent d'intéressantes propriétés géométriques.

## Définition
Soit {\displaystyle X} un espace vectoriel normé, sur {\displaystyle \mathbb {R} } ou {\displaystyle \mathbb {C} }. On note {\displaystyle X'} son dual topologique, c'est-à-dire l'espace (de Banach) des formes linéaires continues de {\displaystyle X} dans le corps de base. On peut alors former le bidual topologique {\displaystyle X''}, qui est le dual topologique de {\displaystyle X'}. Il existe une application linéaire continue naturelle
{\displaystyle J:X\to X''}
définie par
{\displaystyle J(x)(\phi )=\phi (x)}, pour tout {\displaystyle x}  dans {\displaystyle X}  et {\displaystyle \phi }  dans {\displaystyle X'} .
Ainsi, {\displaystyle J} envoie {\displaystyle x} vers la forme linéaire continue sur {\displaystyle X} donnée par l'évaluation en {\displaystyle x}. Comme conséquence du théorème de Hahn-Banach, {\displaystyle J} préserve la norme (soit encore 
{\displaystyle \|J(x)\|=\|x\|}) et est donc injective. L'espace {\displaystyle X} est alors dit réflexif si {\displaystyle J} est bijective.
Remarques.
- Cette définition implique que tout espace normé réflexif est de Banach, puisque {\displaystyle X} est isomorphe à {\displaystyle X''}.
- L'espace de James est non réflexif, bien qu'isométriquement isomorphe à son bidual topologique (par un autre morphisme que {\displaystyle J}).

## Exemples
Tout espace vectoriel normé  de dimension finie n est réflexif. En effet son dual (qui coïncide avec le dual topologique puisque toute application linéaire est continue) a pour dimension n, qui est donc aussi la dimension du bidual, si bien que l'injection linéaire J est alors bijective. 
Tout espace de Hilbert est réflexif, de même que les espaces Lp pour 1 < p < ∞. De manière générale : tout espace de Banach uniformément convexe est réflexif d'après le théorème de Milman-Pettis.
Les espaces de suites c0, ℓ1 et ℓ∞ ne sont pas réflexifs. L'espace C([0, 1]) non plus.
Les espaces de Montel sont réflexifs, pour une définition de la réflexivité généralisant celle présentée ici seulement dans le cas normé.

## Propriétés
Si Y est un sous-espace vectoriel fermé d'un espace réflexif X alors Y et X/Y sont réflexifs.
Pour un espace normé X, les propriétés suivantes sont équivalentes :
1. X est réflexif ;
2. X est complet et son dual est réflexif ;
3. la boule unité fermée de X est faiblement compacte[1] ;
4. toute suite bornée de X admet une sous-suite faiblement convergente[2] ;
5. X est complet et toute forme linéaire continue sur X atteint sa norme en un point de la boule unité de X[3] ;
6. X est complet et tout convexe fermé non vide C de X est « proximinal », c'est-à-dire que pour tout x dans X, il existe dans C au moins un c (non unique en général) tel que ║x – c║ soit égal à la distance de x à C[4].

Un espace réflexif peut être muni d'une norme équivalente qui en fait un espace strictement convexe, mais il existe des espaces réflexifs séparables qui ne sont pas super-réflexifs, c'est-à-dire qui ne sont uniformément convexes pour aucune norme équivalente.
Un espace réflexif est séparable si et seulement si son dual est séparable.